# Ivan Jakovlevics Karpov
Ivan Jakovlevics Karpov (oroszul: Иван Яковлевич Карпов; Garuszovo, 1927. július 21. – Budapest, 
1956. november 4.) főhadnagy, szovjet katona, a Szovjetunió Hőse,  aki az 1956-os forradalom leverése során vesztette életét.

## Élete
A Pszkovi terület Opocskai járásában, Garuszovo faluban született. Apja a második világháború idején kapcsolatot tartott a partizánokkal, ezért a megszállók kivégezték. Ő folytatta apja tevékenységét, a partizánok közé állt, részt vett a fegyveres harcokban. 1945 áprilisában lépett be a szovjet hadseregbe. 1951-ben tisztképző tanfolyamot végzett.
1956-ban a kárpátaljai katonai körzet 38. hadsereg 128. gárda lövészhadosztály motorkerékpáros egységénél szolgált. Októberben Magyarország területére vezényelték. November 4-én részt vett Budapest ostromában. Az Üllői úton, a Corvin közi felkelőkkel vívott harcban esett el.
Halála után a Szovjetunió Hőse címmel tüntették ki. A Kerepesi temetőben temették el.